# Chor (Einheit)
Chor war als Masseneinheit ein Salzmaß in den Lüneburger Salinen.
- 1 Chor = 4 Tonnen = 24 Scheffel = 24 Heniten[1]

Als Salz- und Getreidemaß war die Maßkette
- 1 Chor = 3 Plaustra = 12 Rümpe = 13 Wispel = 52 Tonnen[2]

Nach den Nordalbingischen Studien entsprach der Chor dem Maß Last. Der halbe Chor war die Mese oder Wispel und wurde auch als Getreidemaß genommen.